# 曾瑋中
曾瑋中（1987年9月20日—），台灣男歌手，以演唱台語歌曲見長，以民視唱歌比賽節目《明日之星Super Star》參賽者的身份開啟知名度。

## 生平
曾瑋中出生於高雄市，屏東縣三地門鄉大社村排灣族原住民。畢業於高雄市立高雄高級中學、世新大學傳播管理學系。
自幼參加無數大大小小歌唱比賽。曾經以「曾韋中」為名參加三立台灣台歌唱選秀節目《21世紀新人歌唱排行榜》兒童組與八大第一台歌唱選秀節目《亞洲新人歌唱大賽》，但僅分別衛冕2關與參賽1週。民視歌唱選秀節目《明日之星Super Star》元老級選手，拼鬥五年後終於於民國102年12月28日成為該節目第九位、也是第一位原住民的百萬關主，參賽期間總共演唱高達126首歌曲且完全沒有重複，各種曲風、節奏皆有大膽嘗試。
客串民視八點檔連續劇《父與子》，2020年以專輯《毋通》首度入圍第31屆金曲獎最佳台語男歌手。
2021年11月27、28日，寶吉祥集團舉辦「CHAMPIONS」演唱會，與郭婷筠、陳怡婷、郭忠祐、杜忻恬、賴慧如、蔡家蓁、彭正、方雅賢、顏伶安共同演出。
2022年2月13日，於台北CORNER MAX舉辦首場個人粉絲見面會。

## 明日之星參賽歷程

### 節目開播（2008.10.18－2008.11.22）
| 集數  | 曲數        | 演唱歌曲／原唱                      | 分數 | 備註                                                                                 |
| ----- | ----------- | ----------------------------------- | ---- | ------------------------------------------------------------------------------------ |
| 第1集 | 第1首       | 堅持／翁立友                        | 85分 | 分組資格賽，節目開播第一首歌曲。                                                     |
| 第2集 | 第2首       | 茫茫到深更／羅時豐                  | 86分 |                                                                                      |
| 第3集 | 第3首       | 山頂黑狗兄／庾澄慶                  | 84分 |                                                                                      |
| 第4集 | 第4首 第5首 | 愛人醉落去／蔡小虎 叫阮的名／巫啟賢 | 86分 | 與蔡國義同分，經評審投票取得首度挑戰權。 挑戰衛冕者吳儀君失敗（90分，衛冕2關成功）。 |
| 第5集 | 第6首       | 春夏秋冬／蔡小虎                    | 89分 |                                                                                      |
| 第6集 | 第7首       | 思慕的人／洪榮宏                    | 87分 | 與首集參賽的潘佩莉同分，經評審投票回選手村。                                         |

### 首度回鍋（2009.01.03－2009.01.10）
| 集數   | 曲數  | 演唱歌曲／原唱         | 分數   | 備註             |
| ------ | ----- | ---------------------- | ------ | ---------------- |
| 第12集 | 第8首 | 春天哪會這呢寒／洪榮宏 | 86.5分 |                  |
| 第13集 | 第9首 | 重出江湖／袁小迪       | 85.5分 | 最低分回選手村。 |

### 二度回鍋（2009.10.24－2009.11.21）
| 集數   | 曲數          | 演唱歌曲／原唱                    | 分數          | 備註                                                          |
| ------ | ------------- | --------------------------------- | ------------- | ------------------------------------------------------------- |
| 第53集 | 第10首        | 沒你的城市／吳宗憲                | 89.5分        |                                                               |
| 第54集 | 第11首 第12首 | 愛著你／辦桌二人組 空笑夢／王中平 | 90.5分 91.0分 | 取得挑戰資格。 挑戰衛冕者曹雅雯失敗（92.5分，衛冕14關成功）。 |
| 第55集 | 第13首        | 阿嬤的話／蕭煌奇                  | 90.0分        |                                                               |
| 第56集 | 第14首        | 命中注定／王識賢                  | 87.5分        |                                                               |
| 第57集 | 第15首        | 往事就是我的安慰／陳雷            | 87.5分        | 最低分回選手村。                                              |

### 三度回鍋（2012.03.31－2013.12.28）

#### 挑戰者時期（2012.03.31－2013.07.06）
| 集數    | 曲數          | 演唱歌曲／原唱                                        | 分數          | 舊制給分         | 備註                                                                      |
| ------- | ------------- | ----------------------------------------------------- | ------------- | ---------------- | ------------------------------------------------------------------------- |
| 第179集 | 第16首 第17首 | 故鄉的地圖／蔡小虎 心愛的總有一天你會了解／李茂山     | 89.5分 89.0分 | 無               | 取得挑戰資格。 挑戰衛冕者丁姵均失敗（93.0分，衛冕20關成功）。             |
| 第180集 | 第18首        | 迷魂香／翁立友                                        | 88.0分        | 無               |                                                                           |
| 第181集 | 第19首 第20首 | 三暝三日／吳宗憲 變調戀歌／澎恰恰                     | 89.0分 87.5分 | 無               | 取得挑戰資格。 挑戰衛冕者黃品蓉失敗（90.0分，衛冕2關成功）。              |
| 第182集 | 第21首 第22首 | 心碎／陳雷 偷偷愛著你／楊宗憲                         | 90.0分 88.5分 | 無               | 取得挑戰資格。 首度與衛冕者黃品蓉平手（衛冕2關）。                        |
| 第183集 | 第23首 第24首 | 反背／王識賢 你就是我的生命／楊宗憲                   | 91.0分 89.0分 | 無               | 取得挑戰資格。 挑戰衛冕者黃品蓉失敗（90.0分，衛冕3關成功）。              |
| 第184集 | 第25首 第26首 | 感謝／孫協志 月圓時／羅時豐                           | 90.0分        | 無               | 取得挑戰資格。 挑戰衛冕者黃品蓉失敗（92.0分，衛冕4關成功）。              |
| 第186集 | 第27首        | 挽仙桃／洪榮宏                                        | 89.0分        | 無               |                                                                           |
| 第187集 | 第28首 第29首 | 愛到無命不知驚／王識賢 變色的愛／蔡小虎               | 89.0分 89.5分 | 無               | 取得挑戰資格。 挑戰衛冕者黃品蓉失敗（91.0分，衛冕5關成功）。              |
| 第188集 | 第30首 第31首 | 有你的城市／李明洋 愛的猶原是你／阿吉仔               | 90.0分 91.0分 | 無               | 取得挑戰資格。 第二度與衛冕者黃品蓉平手（衛冕5關）。                      |
| 第189集 | 第32首 第33首 | 心碎酒醉／袁小迪 暗淡的月／洪榮宏                     | 90.0分        | 無               | 取得挑戰資格。 挑戰衛冕者黃品蓉失敗（91.0分，衛冕6關成功）。              |
| 第190集 | 第34首        | 無言花／江蕙                                          | 88.0分        | 無               |                                                                           |
| 第191集 | 第35首        | 真情味／施文彬                                        | 89.0分        | 無               |                                                                           |
| 第192集 | 第36首 第37首 | 甘願孤單／孫協志 藝人／袁小迪                         | 89.0分 89.5分 | 無               | 取得挑戰資格。 挑戰衛冕者黃品蓉失敗（91.0分，衛冕7關成功）。              |
| 第193集 | 第38首 第39首 | 無緣的牽掛／陳雷 戲棚腳／楊宗憲                       | 89.5分 90.0分 | 無               | 取得挑戰資格。 第三度與衛冕者黃品蓉平手（衛冕7關）。                      |
| 第194集 | 第40首 第41首 | 想啥人怨啥人等啥人／楊宗憲 放手／蔡小虎               | 89.0分 90.0分 | 無               | 取得挑戰資格。 第四度與衛冕者黃品蓉平手（衛冕7關）。                      |
| 第195集 | 第42首 第43首 | 莎喲娜啦探戈／陳雷 你是我的生命／洪榮宏               | 88.5分 90.0分 | 無               | 取得挑戰資格。 第五度與衛冕者黃品蓉平手（衛冕7關）。                      |
| 第196集 | 第44首 第45首 | 因為妳的愛／翁立友 男兒的心聲／沈文程                 | 89.5分 87.5分 | 無               | 取得挑戰資格。 挑戰衛冕者黃品蓉失敗（90.0分，衛冕8關成功）。              |
| 第197集 | 第46首        | 他鄉的雨／楊宗憲                                      | 87.5分        | 無               |                                                                           |
| 第198集 | 第47首 第48首 | 紅顏／羅時豐 紙雲煙／袁小迪                           | 88.0分 88.5分 | 無               | 取得挑戰資格。 挑戰衛冕者黃品蓉失敗（90.5分，衛冕10關成功）。             |
| 第199集 | 第49首 第50首 | 尚愛的人傷我尚重／王識賢 你惦我心內尚深的所在／蔡幸娟 | 88.5分 89.0分 | 無               | 取得挑戰資格。 第六度與衛冕者黃品蓉平手（衛冕10關）。                     |
| 第200集 | 第51首        | 癡情乎人心疼／蔡小虎                                  | 90.0分        | 無               |                                                                           |
| 第201集 | 第52首        | 真心換絕情／吳宗憲                                    | 89.0分        | 無               | 最低分記點一次。                                                          |
| 第203集 | 第53首        | 愛你無條件／黃乙玲                                    | 89.0分        | 無               | 同集黃品蓉挑戰第11關失敗（陳怡婷衛冕1關），並取消記點。                   |
| 第204集 | 第54首        | 離開你的世界／洪榮宏                                  | 89.5分        | 無               |                                                                           |
| 第205集 | 第55首 第56首 | 放捨你我心嘸甘／張秀卿 雨衣／阿杜                     | 89.0分 89.5分 | 無               | 取得挑戰資格。 首度與衛冕者陳怡婷平手（衛冕1關）。                        |
| 第206集 | 第57首        | 坎站／陳雷                                            | 88.0分        | 無               |                                                                           |
| 第207集 | 第58首 第59首 | 憨阿嬤／江蕙 傷心雨哪落／蔡小虎                       | 89.0分 88.0分 | 無               | 取得挑戰資格。 挑戰衛冕者陳怡婷失敗（90.0分，衛冕3關成功）。              |
| 第208集 | 第60首        | 放抹落心／羅時豐                                      | 88.0分        | 無               |                                                                           |
| 第209集 | 第61首        | 半包菸／曾心梅                                        | 88.0分        | 無               |                                                                           |
| 第210集 | 第62首 第63首 | 今仔日／辦桌二人組 愛情爐丹／蔡小虎                   | 89.5分 90.0分 | 無               | 取得挑戰資格。 第二度與衛冕者陳怡婷平手（衛冕5關）。                      |
| 第211集 | 第64首        | 紅塵情愛一場夢／袁小迪                                | 89.5分        | 無               |                                                                           |
| 第212集 | 第65首 第56首 | 傷心無尾巷／蔡佳麟 手中沙／王識賢                     | 89.5分 90.0分 | 無               | 取得挑戰資格。 第三度與衛冕者陳怡婷平手（衛冕6關）。                      |
| 第213集 | 第67首 第68首 | 男人的汗／羅時豐 無人熟識／張清芳                     | 90.0分 88.5分 | 無               | 取得挑戰資格。 挑戰衛冕者陳怡婷失敗（90.0分，衛冕7關成功）。              |
| 第214集 | 第69首 第70首 | 一片天／王識賢 今夜擱再想你／許富凱                   | 89.0分 90.0分 | 無               | 取得挑戰資格。 挑戰衛冕者陳怡婷失敗（91.0分，衛冕8關成功）。              |
| 第215集 | 第71首        | 不曾說愛你／羅時豐                                    | 88.5分        | 無               |                                                                           |
| 第216集 | 第72首        | 你甘擱會想起我／蔡小虎                                | 88.5分        | 無               |                                                                           |
| 第217集 | 第73首        | 秋風／蔡小虎                                          | 89.0分        | 無               | 最低分記點一次。                                                          |
| 第218集 | 第74首 第75首 | 鴛鴦一場／蔡小虎 孤兒淚／洪榮宏                       | 91.0分 89.5分 | 無               | 取得挑戰資格，並取消記點。 第四度與衛冕者陳怡婷平手（衛冕11關）。         |
| 第219集 | 第76首        | 花若離枝／江蕙                                        | 87.5分        | 最低分記點一次。 |                                                                           |
| 第220集 | 第77首 第78首 | 癡情何苦／翁立友 買醉的人／荒山亮                     | 89.0分 87.0分 | 無               | 取得挑戰資格，並取消記點。 挑戰衛冕者陳怡婷失敗（90.5分，衛冕12關成功）。 |
| 第221集 | 第79首        | 望月想你／蔡小虎                                      | 87.5分        | 無               | 最低分記點一次。                                                          |
| 第222集 | 第80首 第81首 | 問感情／蔡小虎 愛情過路人／詹雅雯                     | 90.5分        | 無               | 取得挑戰資格，並取消記點。 挑戰衛冕者陳怡婷失敗（92.0分，衛冕14關成功）。 |
| 第223集 | 第82首        | 今夜又擱想起你／楊宗憲                                | 88.0分        | 無               | 最低分記點一次。                                                          |
| 第224集 | 第83首 第84首 | 心疼／蔡小虎 若是我回頭來牽你的手／洪榮宏             | 89.5分        | 無               | 取得挑戰資格，並取消記點。 挑戰衛冕者陳怡婷失敗（90.5分，衛冕16關成功）。 |
| 第225集 | 第85首        | 心借過／蔡小虎                                        | 89.0分        | 無               |                                                                           |
| 第226集 | 第86首 第87首 | 望情雨／翁立友 人生的歌／黃乙玲                       | 90.0分 90.5分 | 無               | 取得挑戰資格。 第五度與衛冕者陳怡婷平手（衛冕17關）。                     |
| 第227集 | 第88首        | 尚水的伴／翁立友                                      | 89.0分        | 無               |                                                                           |
| 第228集 | 第89首        | 愛愈深傷愈重／袁小迪                                  | 88.5分        | 無               | 最低分記點一次。                                                          |
| 第230集 | 第90首        | 贏你喲／詹雅雯                                        | 89.5分        | 無               | 最低分記點二次。                                                          |
| 第231集 | 第91首        | 一碗麵／林俊吉                                        | 88.2分        | 87分             | 三搶一爭霸賽失利，林孟宗90.0分衛冕1關。                                   |
| 第232集 | 第92首        | 疼你若生命／蔡小虎                                    | 90.1分        | 90.5分           | 取得挑戰資格，挑戰衛冕者林孟宗失敗（91.3分(91.5分)，衛冕2關成功）。       |
| 第233集 | 第93首        | 我是男子漢／洪榮宏                                    | 91.7分        | 93.5分           | 取得挑戰資格，挑戰衛冕者林孟宗失敗（92.1分(93分)，衛冕3關成功）。         |
| 第234集 | 第94首        | 一生只有你／蔡小虎                                    | 90.6分        | 91.5分           |                                                                           |
| 第235集 | 第95首        | 命運的吉他／阿吉仔                                    | 89.9分        | 90分             | 取得挑戰資格，挑戰衛冕者林孟宗失敗（91.1分，衛冕5關成功）。               |
| 第236集 | 第96首        | 西北雨／鳳飛飛                                        | 90.4分        | 91分             | 取得挑戰資格，首度與衛冕者林孟宗平手（衛冕5關）。                         |
| 第237集 | 第97首        | 嫁不對人／洪榮宏                                      | 90.2分        | 90.5分           | 取得挑戰資格，挑戰衛冕者林孟宗失敗（91.7分(92.5分)，衛冕6關成功）。       |
| 第238集 | 第98首        | 前途／翁立友                                          | 89.4分        | 89.5分           | 取得挑戰資格，挑戰衛冕者林孟宗失敗（91.0分(92分)，衛冕7關成功）。         |
| 第239集 | 第99首        | 夢中情／江蕙                                          | 90.0分        | 90分             | 取得挑戰資格，挑戰衛冕者林孟宗失敗（91.6分(92.5分)，衛冕8關成功）。       |
| 第240集 | 第100首       | 戀歌／葉啟田                                          | 90.1分        | 90.5分           |                                                                           |
| 第241集 | 第101首       | 酒醉的夢／江蕙                                        | 90.3分        | 90.5分           | 取得挑戰資格，第二度與衛冕者林孟宗平手（衛冕9關）。                       |
| 第242集 | 第102首       | 港都夜雨／洪榮宏                                      | 91.6分        | 93分             | 取得挑戰資格，第三度與衛冕者林孟宗平手（衛冕9關）。                       |
| 第243集 | 第103首       | 好歹攏是命／阿吉仔                                    | 91.1分        | 92.5分           | 取得挑戰資格，擊敗林孟宗（90.9分）成為台語組第16任衛冕者。                |

#### 衛冕者時期（2013.07.06－2013.12.28）
| 集數    | 曲數    | 演唱歌曲／原唱         | 分數   | 舊給分制 | 備註(括弧為挑戰者舊給分制)                                                                  |
| ------- | ------- | ---------------------- | ------ | -------- | ------------------------------------------------------------------------------------------- |
| 第243集 | 第103首 | 好歹攏是命／阿吉仔     | 91.1分 | 92.5分   | 挑戰成功衛冕1關（衛冕者林孟宗90.9分(92)衛冕失敗）。                                         |
| 第244集 | 第104首 | 酒後的心聲／江蕙       | 92.0分 | 94分     | 衛冕2關成功。（挑戰者賴慧如，90.0(90)分）                                                   |
| 第245集 | 第105首 | 無你的城市／李明洋     | 91.3分 | 92.5分   | 衛冕3關成功。（挑戰者賴慧如，89.7(90)分）                                                   |
| 第246集 | 第106首 | 月落／江蕙             | 90.3分 | 90.5分   | 與挑戰者賴慧如首度平手，保留衛冕資格3關。                                                   |
| 第247集 | 第107首 | 袂凍擱回頭／楊宗憲     | 90.3分 | 90.5分   | 衛冕4關成功。（挑戰者賴慧如，89.0(88.5)分）                                                 |
| 第248集 | 第108首 | 酒杯情／蔡小虎         | 90.6分 | 91分     | 衛冕5關成功。（挑戰者賴慧如，89.2(89.0)分）                                                 |
| 第249集 | 第109首 | 乎我醉／陳盈潔         | 91.3分 | 92.5分   | 衛冕6關成功。（挑戰者賴慧如，89.2(89)分）                                                   |
| 第250集 | 第110首 | 放乎醉／蔡小虎         | 91.6分 | 93分     | 衛冕7關成功。（挑戰者賴慧如，89.7(90)分）                                                   |
| 第251集 | 第111首 | 我愛過／江蕙           | 90.3分 | 90.5分   | 衛冕8關成功。（挑戰者陳重光，89.7(90)分）                                                   |
| 第252集 | 第112首 | 十面埋伏／翁立友       | 90.0分 | 90分     | 衛冕9關成功。（挑戰者陳重光，88.8(88)分）                                                   |
| 第253集 | 第113首 | 同心行同路／阿吉仔     | 91.0分 | 92分     | 衛冕10關成功。（挑戰者賴慧如，89.4(89.5)分）                                                |
| 第254集 | 第114首 | 你知否／楊宗憲         | 90.5分 | 91分     | 衛冕11關成功。（挑戰者賴慧如，89.1分(89)）                                                  |
| 第255集 | 第115首 | 用情／翁立友           | 91.1分 | 92.5分   | 衛冕12關成功。（挑戰者賴慧如，89.6分(90)）                                                  |
| 第256集 | 第116首 | 七天／江志豐           | 89.9分 | 90分     | 與挑戰者林孟宗首度平手，保留衛冕資格12關。                                                  |
| 第257集 | 第117首 | 癡情有憨膽／向蕙玲     | 91.8分 | 93.5分   | 衛冕13關成功。（挑戰者林孟宗，90.4(91)分）                                                  |
| 第258集 | 第118首 | 無緣的祝福／蔡小虎     | 90.3分 | 90.5分   | 與挑戰者林孟宗第二度平手，保留衛冕資格13關。                                                |
| 第260集 | 第119首 | 悲情歌聲／江蕙         | 91.6分 | 93分     | 衛冕14關成功。（挑戰者林孟宗，90.0(90.5)分）                                                |
| 第261集 | 第120首 | 異鄉望月想起你／蔡小虎 | 90.4分 | 91分     | 衛冕15關成功。（挑戰者林孟宗，89.7(90)分）                                                  |
| 第262集 | 第121首 | 愛你愛甲心痛／孫淑媚   | 90.9分 | 92分     | 衛冕16關成功。（挑戰者林孟宗，89.2(89)分）                                                  |
| 第263集 | 第122首 | 今生最愛的人／蔡小虎   | 90.6分 | 91分     | 衛冕17關成功。（挑戰者林孟宗，89.7(90)分）                                                  |
| 第264集 | 第123首 | 命／莊振凱             | 90.8分 | 91.5分   | 與挑戰者林孟宗第三度平手，保留衛冕資格17關。                                                |
| 第265集 | 第124首 | 再起東山／李茂山       | 91.0分 | 92分     | 衛冕18關成功。（挑戰者林孟宗，89.9(90)分）                                                  |
| 第266集 | 第125首 | 也罷／阿吉仔           | 90.6分 | 91.5分   | 衛冕19關成功。（挑戰者林孟宗，89.4(89.5)分）                                                |
| 第268集 | 第126首 | 孤單／龍劭華           | 91.9分 | 94分     | 衛冕20關成功。（挑戰者林孟宗，90.8分(91.5)） 成為明日之星第九位、也是第一位原住民百萬關主。 |

- 衛冕最高分記錄：酒醉的心聲／江蕙92分（換算舊給分制約94分）
- 衛冕最低分記錄：七天／江志豐89.9分（換算舊給分制約90分）

### 好膽你就來時期
| 集數    | 演唱歌曲／原唱         | 分數   | 舊制分數 |
| ------- | ---------------------- | ------ | -------- |
| 第381集 | 雨一直下／張宇         | 90.4分 | 91分     |
| 第382集 | 寫乎你的歌／許富凱     | 90.6分 | 91分     |
| 第383集 | 男人哭吧不是罪／劉德華 | 90分   | 90分     |
| 第384集 | 追追追／蘇打綠         | 89.9分 | 90分     |
| 第385集 | 心肝亂啥米／蔡佳麟     | 89.9分 | 90分     |
| 第386集 | 命運點歌               | 90.2分 | 90.5分   |

## 音樂作品

### 專輯
| 唱片公司 | 發行日        | 專輯名稱                                                  | 曲目 |
| 時代創藝 | 2017年4月6日  | 《紅塵來來去去》 （Back And Forth In The Material World） | 歌名 1.台北城 2.紅塵來來去去（三立七點檔《孤戀花》(重播版)、《珍珠人生》(重播版)片尾曲） 3.選擇 ft.樓心潼 4.聽歌 5.感謝你有愛過我 6.找無你的人 7.上好的安排 8.總鋪師 9.我回來啦 10.依依不捨                         |
| 時代創藝 | 2018年3月7日  | 《勇士》 （The Warrior）                                  | 歌名 1.勇士（三立七點檔《含笑食堂》(重播版)片尾曲） 2.思念遐爾長 3.英雄無傷 4.剪刀石頭紙 5.你有啥物問題 6.人生電影 7.愛茫茫 8.咱 9.青春的歌 10.豐收                                                                 |
| 時代創藝 | 2019年5月30日 | 《毋通》 （This Ain't Right）                             | 歌名 1.毋通（三立七點半檔《戲說台灣》(城隍媽祖渡斑鳩)、(聖王公傳奇)片尾曲） 2.你佇佗位 3.時間的浪 4.太陽月娘 ft.張芮菲 5.化妝 6.無差 7.愛情摩天輪 ft.賴慧如（民視韓劇《天上的約定》片尾曲） 8.出境 9.等 10.我們都在 |
| 時代創藝 | 2020年6月30日 | 《希望的力量》 （The Power Of Hope）                      | 歌名 1.希望的力量 ft.郭忠祐、杜忻恬、蔡家蓁（三立七點檔《白鷺鷥的願望》(重播版)片尾曲） 2.將你來疼惜 3.勇敢愛 ft.郭婷筠 4.醉紅顏 5.毋通煩惱我 6.一切攏為你拚 7.幸福的滋味 ft.蔡家蓁 8.為愛逃亡 9.戰爭人生 10.媠啦   |
| 時代創藝 | 2021年9月9日  | 《你講你講》 （Hear What You Say）                        | 歌名 1.你講你講 ft.CRAZY ZOZI（三立八點檔《生生世世》片尾曲） 2.爽歪歪 ft.賴慧如 3.咱來乾一杯 4.因你浪漫 5.眠床 6.愛免懷疑 ft.蔡家蓁 7.SOLO 8.故鄉歌詩 9.你是誰tima sun ft.Utjung舞炯恩 10.攏是我 ft.Arase阿拉斯    |
| 時代創藝 | 2022年7月7日  | 《總會有一工》 （Someday）                                | 歌名 1.總會有一工 2.必巡 3.發發發大財 4.真心的圓滿 5.莫烏白講 ft.嘻小瓜 6.世界只有我佮你 7.飛啊 ft.江惠儀 8.陪我唱歌 9.幸運的人 10.我有我的                                                                         |
| 時代創藝 | 2023年7月13日 | 《假使你知影》 （If You Understand）                      | 歌名 1.假使你知影 2.早一日轉來（ft.秀蘭瑪雅） 3.想起彼當時 4.稻草人 5.你的名字 6.分開了後 7.莫想遐濟 8.請你免愛我 9.何必提起 10.認份來行                                                                            |
| 時代創藝 | 2024年7月4日  | 《後世人》 （Next Life）                                  | 歌名 1.再生 2.後世人 3.若無你佇阮身邊 4.家己歡喜家己媠 5.毋服命運（ft.彭正） 6.心敢有咧借 7.東山再起 8.甘願放袂記 9.轉來 轉去 10.放下了後                                                                           |

### 合輯
| 發行日         | 專輯名稱                           | 唱片公司 | 曲目                                                                                        |
| 2015年1月20日  | 《明日之星 台灣好聲音》            | 時代創藝 | 歌名 1.無名英雄 2.中頭彩 3.無名英雄（KALA） 4.中頭彩（KALA）                                |
| 2016年10月18日 | 《明日三少SUPER BOY / 我們》       | 時代創藝 | 歌名 1.Honey 黑 Baby 2.幸福之歌 3.我們(feat.郭忠祐、林孟宗) 4.恭喜發財(feat.郭忠祐、林孟宗) |
| 2018年9月27日  | 《明日之星同學會(十週年紀念專輯)》 | 時代創藝 | 歌名 1.有你有我(feat.郭婷筠) 2.好運一直來(明日之星大合唱)                                   |

### 參與作品
| 發行日         | 專輯名稱                      | 歌手               | 曲目       | 唱片公司 | 備註                           |
| -------------- | ----------------------------- | ------------------ | ---------- | -------- | ------------------------------ |
| 2014年11月12日 | 女人膽                        | 郭婷筠             | 幸福隨風吹 | 時代創藝 | 填詞、作曲                     |
| 2016年6月15日  | 不要給我打分數                | 郭婷筠             | 麥擱喬     | 時代創藝 | 填詞                           |
| 2017年5月21日  | 郭忠祐首張同名專輯            | 郭忠祐             | 乘風破浪   | 時代創藝 | 與郭忠祐、林孟宗合唱           |
| 2018年5月18日  | 綺麗世界                      | 張文綺             | 有喔有喔   | 時代創藝 | 填詞                           |
| 2018年8月9日   | 愛毋驚                        | 郭婷筠             | 愛我有偌重 | 時代創藝 | 作曲、填詞                     |
| 2018年9月27日  | 明日之星同學會 十週年紀念專輯 | 明日之星Super Star | 有你有我   | 時代創藝 | 作曲、填詞、與郭婷筠合唱       |
| 2018年9月27日  | 明日之星同學會 十週年紀念專輯 | 明日之星Super Star | Super Star | 時代創藝 | 作曲、填詞、許富凱與郭婷筠合唱 |
| 2019年3月28日  | 敢愛就來                      | 賴慧如             | 敢愛就來   | 時代創藝 | 填詞、合唱                     |
| 2019年3月28日  | 敢愛就來                      | 賴慧如             | E Bo Bo    | 時代創藝 | RAP填詞、合唱                  |

### 主題曲
| 年份   | 月份     | 頻道       | 類別           | 劇名                     | 種類   | 歌名                                        |
| ------ | -------- | ---------- | -------------- | ------------------------ | ------ | ------------------------------------------- |
| 2016年 | 10月-3月 | 民視       | 偶像劇         | 《我的老師叫小賀》       | 片尾曲 | 我們（明日三少/我們 合輯）ft.郭忠祐、林孟宗 |
| 2017年 | 3月      | 三立台灣台 | 七點檔連續劇   | 《孤戀花》(重播版)       | 片尾曲 | 紅塵來來去去                                |
| 2017年 | 3-4月    | 三立台灣台 | 七點檔連續劇   | 《珍珠人生》(重播版)     | 片尾曲 | 紅塵來來去去                                |
| 2017年 | 3月-9月  | 民視       | 偶像劇         | 《我的老師叫小賀》       | 片尾曲 | 乘風破浪（郭忠祐專輯）ft.郭忠祐、林孟宗     |
| 2018年 | 3月      | 三立台灣台 | 七點檔連續劇   | 《含笑食堂》(重播版)     | 片尾曲 | 勇士                                        |
| 2019年 | 全劇     | 民視       | 韓劇           | 《天上的約定》           | 片尾曲 | 愛情摩天輪 ft.賴慧如                        |
| 2019年 | 5-6月    | 三立台灣台 | 七點半檔連續劇 | 《戲說台灣》             | 片頭曲 | 毋通                                        |
| 2020年 | 6月      | 三立台灣台 | 七點檔連續劇   | 《白鷺鷥的願望》(重播版) | 片尾曲 | 希望的力量 ft.郭忠祐、杜忻恬、蔡家蓁        |
| 2020年 | 7月      | 三立台灣台 | 七點檔連續劇   | 《白鷺鷥的願望》(重播版) | 片頭曲 | 希望的力量 ft.郭忠祐、杜忻恬、蔡家蓁        |
| 2021年 | 9-10月   | 三立台灣台 | 七點檔連續劇   | 《生生世世》             | 片尾曲 | 你講你講                                    |
| 2022年 | 6月      | 三立台灣台 | 七點檔連續劇   | 《嘉慶君遊台灣》         | 片尾曲 | 必巡                                        |
| 2022年 | 7月      | 三立台灣台 | 七點檔連續劇   | 《嘉慶君遊台灣》         | 片頭曲 | 必巡                                        |
| 2023年 | 6-7月    | 台視       | 八點檔連續劇   | 《美麗人生》             | 片尾曲 | 假使你知影                                  |
| 2024年 | 6-7月    | 台視       | 八點檔連續劇   | 《追分成功》             | 片尾曲 | 後世人                                      |

## 演唱會

### 個人演唱會
| 年份   | 日期    | 名稱              | 地點                               |
| ------ | ------- | ----------------- | ---------------------------------- |
| 2022年 | 2月13日 | 曾瑋中─粉絲見面會 | 台北 CORNER MAX 大角落多功能展演館 |

### 合體演唱會
| 年份   | 日期     | 名稱                    | 地點                   | 合體歌手                                                                     |
| ------ | -------- | ----------------------- | ---------------------- | ---------------------------------------------------------------------------- |
| 2017年 | 6月10日  | 明日之星─不見不散同學會 | 苗北藝文中心演藝廳     | 曹雅雯、蔡佳麟、郭婷筠、張文綺、陳怡婷、曾瑋中、郭忠祐、林孟宗、杜忻恬       |
| 2021年 | 11月27日 | 「CHAMPIONS」演唱會     | 台北國際會議中心大會堂 | 郭婷筠、陳怡婷、曾瑋中、郭忠祐、杜忻恬、賴慧如、蔡家蓁、彭正、方雅賢、顏伶安 |
| 2021年 | 11月28日 | 「CHAMPIONS」演唱會     | 台北國際會議中心大會堂 | 郭婷筠、陳怡婷、曾瑋中、郭忠祐、杜忻恬、賴慧如、蔡家蓁、彭正、方雅賢、顏伶安 |

## 影視作品

### 電視劇
| 年份   | 劇名                         | 角色名稱     |
| ------ | ---------------------------- | ------------ |
| 2011年 | 民視八點檔連續劇《父與子》   | 歌唱比賽選手 |
| 2017年 | 台視八點檔連續劇《牡丹花開》 | 慶華         |
| 2021年 | 公視九點檔連續劇《斯卡羅》   | 加別         |

### 主持節目
| 年份   | 頻道             | 節目名稱                       |
| ------ | ---------------- | ------------------------------ |
| 2020年 | 原住民族廣播電台 | 《Langdau原創社》              |
| 2022年 | 原住民族廣播電台 | 《娛樂無線電》                 |
| 2022年 | 原住民族廣播電台 | 《MUSIC MASALUT》              |
| 2023年 | 原住民族廣播電台 | 《音樂星樂原MUSIC WONDERLAND》 |

## 獎項紀錄
| 年份 | 屆次         | 獎項             | 專輯     | 結果 |
| ---- | ------------ | ---------------- | -------- | ---- |
| 2020 | 第31屆金曲獎 | 最佳台語男歌手獎 | 《毋通》 | 提名 |

## Podcast
2021年1月15日，與同門女歌手蔡家蓁共同製作Podcast節目 《給我5顆星》，每週三更新集數。

## 外部連結
- 曾瑋中的Facebook專頁
- 曾瑋中的新浪微博
- 曾瑋中 個人痞客邦部落格
- 明日之星 痞客邦部落格資料 （页面存档备份，存于）